# いのちの積み木
いのちの積み木（inotinotsumiki）は、見えない存在であるご先祖様を「見える化」したおもちゃ。

## 概要
いのちの積み木は、ご先祖様の存在を視覚化して“いのち“の大切さを学べるおもちゃであり、下から高祖父高祖母16人、曽祖父曽祖母8人、祖父祖母4人、父母2人、自分1人を重ねた形を取る。一般的な家系図は、ご先祖様が上で子孫が下に降りてくる形になるが、いのちの積み木は逆で、ご先祖様からの“いのち”の積み重なりを立体的に表す。
下のご先祖様の積み木を抜くと、その上の積み木が崩れ落ちる。すなわちご先祖様がいないと自分達が存在していないという事実を示すことになる。例えば、父方の高祖父を抜くと自分と父と祖父と曽祖父も崩れることになる。
その様子が見る者にとって衝撃的であり、ワークショップ、講演、イベントで利用され、また僧侶が法事などで法話をする際に用いられている。

## 歴史
いのちの積み木は、2017年8月、浄土宗光琳寺副住職の井上広法によって考案され、いのちの積み木プロジェクトが発足した。
後の2017年11月には、いのちの積み木がキーアイテムとして登場するご先祖様の大切さを伝えるマンガ「20年後の君に伝えたい事～ご先祖さまからの贈り物がクラウドファンディングで作成され、公開・頒布された。
2018年3月には、東京恵比寿にある寺子屋ブッダラボにてワークショップを開始。
2018年8月、供養業界の展示会であるエンディング産業展に出展。
2018年11月、ワークショップの司会進行役を育成する「いのちの積み木ファシリテーター制度」が開始。
この原資にもクラウドファンディングを利用している。
2019年8月、エンディング産業展に出展。。
2019年10月、マンガ第2弾 「思い出は淡い雪のように」を公開。

## ファシリテーター
いのちの積み木を扱ってワークショップをできるファシリテーターを育てる制度を取っている。
ファシリテーターの内訳
- 僧侶
- 神主
- 葬儀屋
- 石材店
- 終活関係者
- 法務関係者
- 自営業
- 会社員

## 公式サイト
- いのちの積み木 https://camp-fire.jp/projects/93367/view
- Facebook https://www.facebook.com/inotinotumiki/